# Baranello
Baranello là một đô thị ở tỉnh Campobasso trong vùng Molise thuộc nước Ý, có vị trí cách khoảng 10 km về phía tây nam của Campobasso. Tại thời điểm ngày 31 tháng 12 năm 2004, đô thị này có dân số 2.715 người và diện tích là 24,8 km².
Baranello giáp các đô thị: Busso, Colle d'Anchise, Spinete, Vinchiaturo.